# 미샤 콜린스
미샤 콜린스(Misha Collins, 1974년 8월 20일 ~ )는 미국의 배우이다. 본명은 미샤 드미트리 티펜스 크루쉬닉(Misha Dmitri Tippens Krushnic)이며, 그의 이름은 어머니의 남자친구에서 따온 것이라고 한다.
현재 수퍼내추럴의 카스티엘 역으로 출연하고 있다.

## 개인적인 삶
그는 1974년 8월 20일 미국 매사추세츠주의 보스턴에서 태어났다. 그는 배우로 활동하기 전에 4달동안 클린턴대통령 시절 백악관에서 인턴으로 일한 적이 있다. 그는 미국 시카고대학교 사회학을 전공, 2002년에는 그의 반려자, 빅토리아 반토흐와 결혼하였고, 2010년 9월 23일에 아들인 웨스트 아낙시멘더 콜린스(West Anaximander Collins)를 낳았다. 2012년 9월 26일 딸인 메이슨 마리 콜린스(Maison Marie Collins)를 낳았다.
또한 그는 정기적으로 트위터에 글을 옮기며, 210만여 명이나 되는 팬덤을 가지고 있다.

## 출연 작품
| 년도        | 제목                                      | 역할                          | 일람                                                                           |
| ----------- | ----------------------------------------- | ----------------------------- | ------------------------------------------------------------------------------ |
| 1998        | 레거시(Legacy)                            | 앤드류                        | 에피소드: "The Big Fix"                                                        |
| 1999        | 리버티 하이츠                             | Extra                         | 엔딩크레딧에 없음                                                              |
| 1999        | 처음 만나는 자유                          | 토니                          |                                                                                |
| 1999        | 참드                                      | 에릭 브래그                   | 에피소드: "They're Everywhere"                                                 |
| 2000        | 뉴욕 경찰 24시                            | 블레이크 드웨잇               | 에피소드: "Welcome to New York"                                                |
| 2001        | 세즌 데이즈                               | 세르게이 추바이               | 에피소드: "Born in the USSR"                                                   |
| 2002        | 24 (드라마)                               | 알렉시스 드레이즌             | 7 에피소드 (13–17,22–23)                                                       |
| 2002        | Par 6                                     | 알 헤겔만                     |                                                                                |
| 2003        | Moving Alan                               | 토니 데릭                     |                                                                                |
| 2003        | 파인딩 홈                                 | 데이브                        |                                                                                |
| 2004        | The Crux                                  |                               |                                                                                |
| 2004        | CSI: 과학수사대                           | 블라드                        | 에피소드: "Nesting Dolls"                                                      |
| 2005–2006   | ER (드라마)                               | 브렛                          | 에피소드: "Alone in a Crowd" 에피소드: "Here and There" 에피소드: "If Not Now" |
| 2006        | NCIS (드라마)                             | 저스틴 페리스                 | 에피소드: "Singled Out"                                                        |
| 2006        | 탐정 몽크                                 | 마이클 캐라포브               | 에피소드: "Mr. Monk and the Captain's Marriage"                                |
| 2006        | 클로즈 투 홈                              | 토드 몬로                     | 에피소드: "There's Something About Martha "                                    |
| 2006        | 칼라                                      | 파울 베르나도                 |                                                                                |
| 2007        | 위드아웃 어 트레이스                      | 체스터 레이크                 | 에피소드: "Run"                                                                |
| 2007        | CSI: 뉴욕                                 | 모튼 브라이트                 | 에피소드: "Can You Hear Me Now?"                                               |
| 2007        | Reinventing the Wheelers                  | 조이 휠러                     | 파일럿                                                                         |
| 2008        | 내 남자친구의 죽은 여자친구를 퇴치하는 법 | 브라이언                      | 영화                                                                           |
| 2008        | The Grift                                 | 부스터                        |                                                                                |
| 2008        | 보물을 찾아서                             | 제작자                        | 다큐멘터리                                                                     |
| 2008 ~ 현재 | 수퍼내추럴                                | 카스티엘: 지미 노박, 레비아탄 | 시즌 4 ~ 현재                                                                  |
| 2009        | 닙턱                                      | 매니 스케릿                   | 에피소드: "Manny Skerritt"                                                     |
| 2010        | 스톤헨지 아포칼립스                       | 제이콥                        | 영화                                                                           |
| 2011        | Divine: The Series                        | Father Christopher; Producer  | 웹 시리즈                                                                      |